# Kiên Giang
Kiên Giang is een provincie van Vietnam.
Kiên Giang telt 1.494.433 inwoners op een oppervlakte van 6243 km². De provincie ligt in het zuiden van Vietnam en grenst aan Cambodja en de provincie An Giang in het noorden, aan de provincies Hậu Giang en Cần Thơ in het oosten, aan de provincies Cà Mau en Bạc Liêu in het zuiden en aan de Golf van Thailand in het westen.

## Districten
Kiên Giang is verdeeld in een stad (Rạch Giá), een thị xã (Hà Tiên) en twaalf districten:
1. An Biên
2. An Minh
3. Châu Thành
4. Giồng Riềng
5. Gò Quao
6. Hòn Đất
7. Kiên Hải
8. Kiên Lương
9. Phú Quốc
10. Tân Hiệp
11. Vĩnh Thuận
12. U Minh Thượng